# Zaproszenie (film 1986)
Zaproszenie – polski film obyczajowy z 1986 roku w reżyserii Wandy Jakubowskiej.
Film otrzymał Nagrodę Szefa Kinematografii za twórczość w dziedzinie filmu fabularnego.

## Obsada
- Antonina Gordon-Górecka jako doktor Anna Górska
- Maria Probosz jako Anna Górska (w młodości)
- Kazimierz Witkiewicz jako profesor Piotr Górski, pierwszy mąż Anny
- Leszek Żentara jako Piotr Górski (w młodości)
- Wiesława Mazurkiewicz jako pielęgniarka Antonina, przyjaciółka Anny

## Zdjęcia
- Kraków, Auschwitz-Birkenau, Warszawa (pomnik Bohaterów Getta), Treblinka (muzeum), Sachsenhausen.